# Екселенд (Вісконсин)
Екселенд (англ. Exeland) — селище (англ. village) в США, в окрузі Соєр штату Вісконсин. Населення — 229 осіб (2020).

## Географія
Екселенд розташований за координатами 45°40′3″ пн. ш. 91°14′29″ зх. д. / 45.66750° пн. ш. 91.24139° зх. д. (45.667431, -91.241477).  За даними Бюро перепису населення США в 2010 році селище мало площу 2,90 км², з яких 2,87 км² — суходіл та 0,03 км² — водойми. В 2017 році площа становила 3,17 км², з яких 3,11 км² — суходіл та 0,06 км² — водойми.

## Демографія
Згідно з переписом 2010 року, у селищі мешкало 196 осіб у 82 домогосподарствах у складі 51 родини. Густота населення становила 68 осіб/км².  Було 111 помешкання (38/км²).
Расовий склад населення:
| - 90,3 % — білих - 1,0 % — корінних американців - 0,5 % — чорних або афроамериканців - 0,5 % — азіатів - 1,0 % — осіб інших рас |

До двох чи більше рас належало 6,6 %. Частка іспаномовних становила 1,0 % від усіх жителів.
За віковим діапазоном населення розподілялося таким чином: 24,0 % — особи молодші 18 років, 57,1 % — особи у віці 18—64 років, 18,9 % — особи у віці 65 років та старші. Медіана віку мешканця становила 45,0 року. На 100 осіб жіночої статі у селищі припадало 102,1 чоловіків;  на 100 жінок у віці від 18 років та старших — 104,1 чоловіків також старших 18 років.
Середній дохід на одне домашнє господарство  становив 43 683 долари США (медіана — 35 833), а середній дохід на одну сім'ю — 45 816 доларів (медіана — 37 500). Медіана доходів становила 40 250 доларів для чоловіків та 28 750 доларів для жінок. За межею бідності перебувало 35,2 % осіб, у тому числі 56,2 % дітей у віці до 18 років та 8,0 % осіб у віці 65 років та старших.
Цивільне працевлаштоване населення становило 82 особи. Основні галузі зайнятості: виробництво — 40,2 %, роздрібна торгівля — 15,9 %, будівництво — 8,5 %, освіта, охорона здоров'я та соціальна допомога — 6,1 %.